# Fira Medieval (Eivissa)
La fira medieval, se celebra al mes de maig per commemorar la declaració de Dalt Vila com a Patrimoni de la Humanitat; un esdeveniment lúdic i cultural que cada any congrega més de 100.000 visitants al llarg dels tres dies que dura la festa. Els carrers de Dalt Vila es converteixen en un gran teatre a l'aire lliure poblat de joglars, artistes, domadors d'aus, artesans, orfebres, mercaders d'espècies, ballarines o fabricants de xocolates que converteixen Dalt Vila, en un vibrant espectacle i en una fascinant barreja de colors, olors i sabors arribats de diversos continents.
Els seus accessos donen la benvinguda als visitants i es converteixen en l'escenari de concerts, representacions i un ampli programa d'actes que es desenvolupen al llarg de tot el cap de setmana, des del matí fins a la nit.
Nens i ancians, turistes i residents, amics i famílies acudeixen puntualment a aquesta cita en la que tothom té l'oportunitat de gaudir d'un ambient molt alegre, d'un bon temps, de meravelloses vistes al mar i del port a més de la música, que sempre acompanya la celebració.

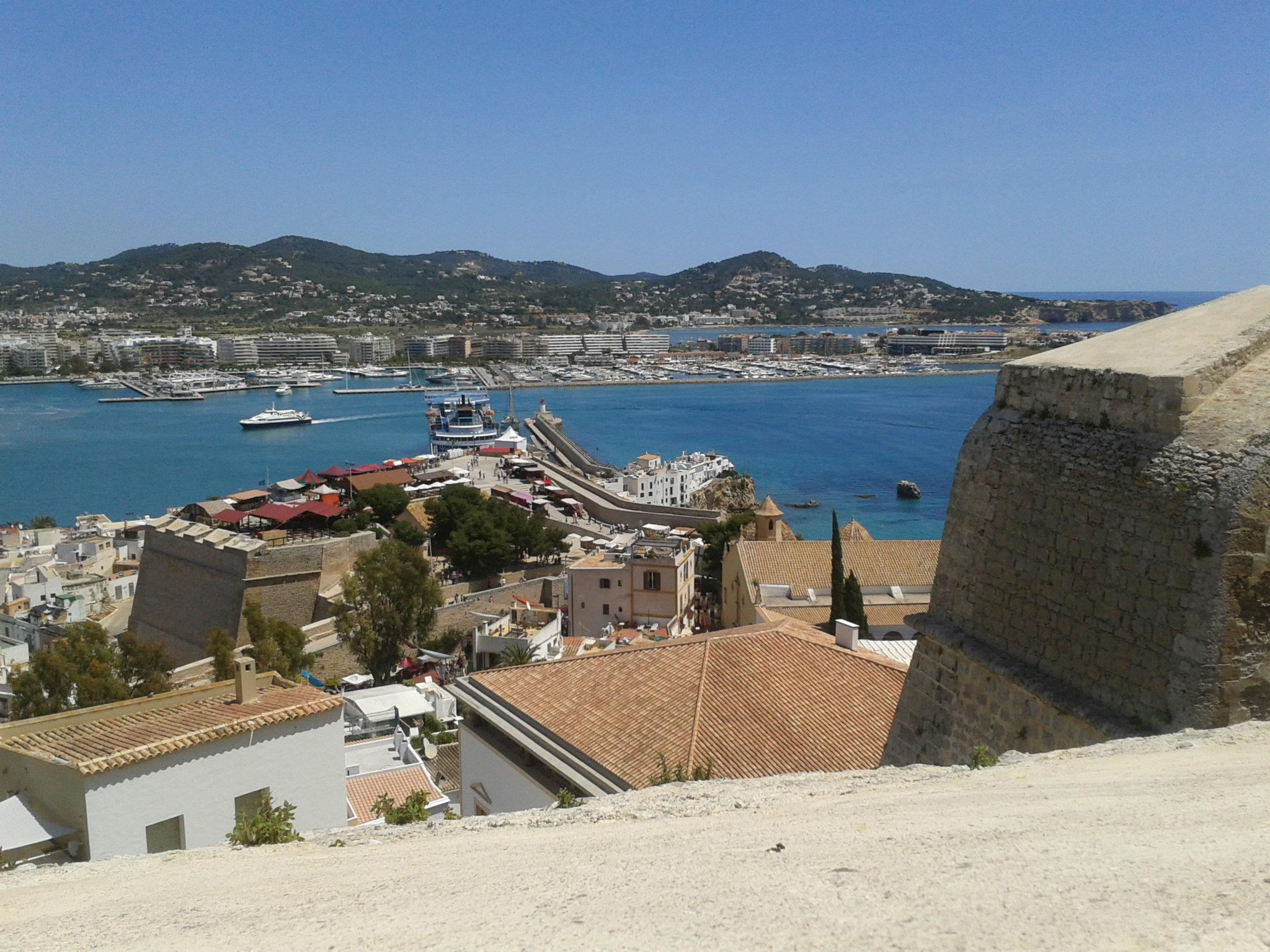
Vistes de Dalt Vila

Les activitats més destacades són el teatre medieval, la falconeria, el tir amb arc o les danses àrabs. En aquesta festa participen uns 200 llocs de venda artesana i un centenar d'artistes.
Els venedors d'Eivissa tendran possibilitat de participar, sempre que compleixin els requisits establerts i hi hagi places disponibles per les seves parades. El període per sol·licitar les parades de venda s'obre anualment i es publica a la web de l'Ajuntament i als diaris locals a mitjans del mes de març.
El recorregut per Dalt Vila durant la Fira Medieval ens transporta al passat i ens recorda que Eivissa ha sabut integrar l'arribada de moltes cultures diferents i alhora mantenir vives les seves costums i tradicions.